# إكوزيوم
إيكزيوم،(باللاتينية: Icosium) المدينة التي كانت في القدم تحل محل الجزائر الحديثة كانت أولا مركزا تجاريا فينيقيا، ثم مدينة رومانية في الموقع الذي يحتله حاليا حي القصبة في مدينة الجزائر الحديثة. وفقا لأسطورة يونانية، أسسها 20 من رفاق هرقل والاسم اليوناني، (Ικοσιον)، مشتق من (εικοσι)، الكلمة اليونانية لعشرين.
احتلت من قبل المستوطنين (فينيقيين) في القرن الثالث قبل الميلاد. أطلق عليها اسم يكسم (Yksm)، الذي يعتقد أنه قد يعني "جزيرة"، والذي تم نسخه في نهاية المطاف «إيكوزيوم» في اللاتينية. الاسم البونيقي الأصلي ينعكس في الاسم الحديث للجزائر، الذي يعني «جزر».
وظلت «إيكوزيوم» ذات وظيفة تجارية في نوميديا وقرطاج فترات. في 146 قبل الميلاد أصبحت جزءا من الإمبراطورية الرومانية. ظلت كذلك حتى القرن الميلادي الخامس، عندما غزاها الوندال. كان غزو المدينة في وقت لاحق بالإمبراطورية الرومانية الشرقية (بيزنطة) قبل الفتح الإسلامي في القرن السابع الميلادي.